# قلب بورنيو

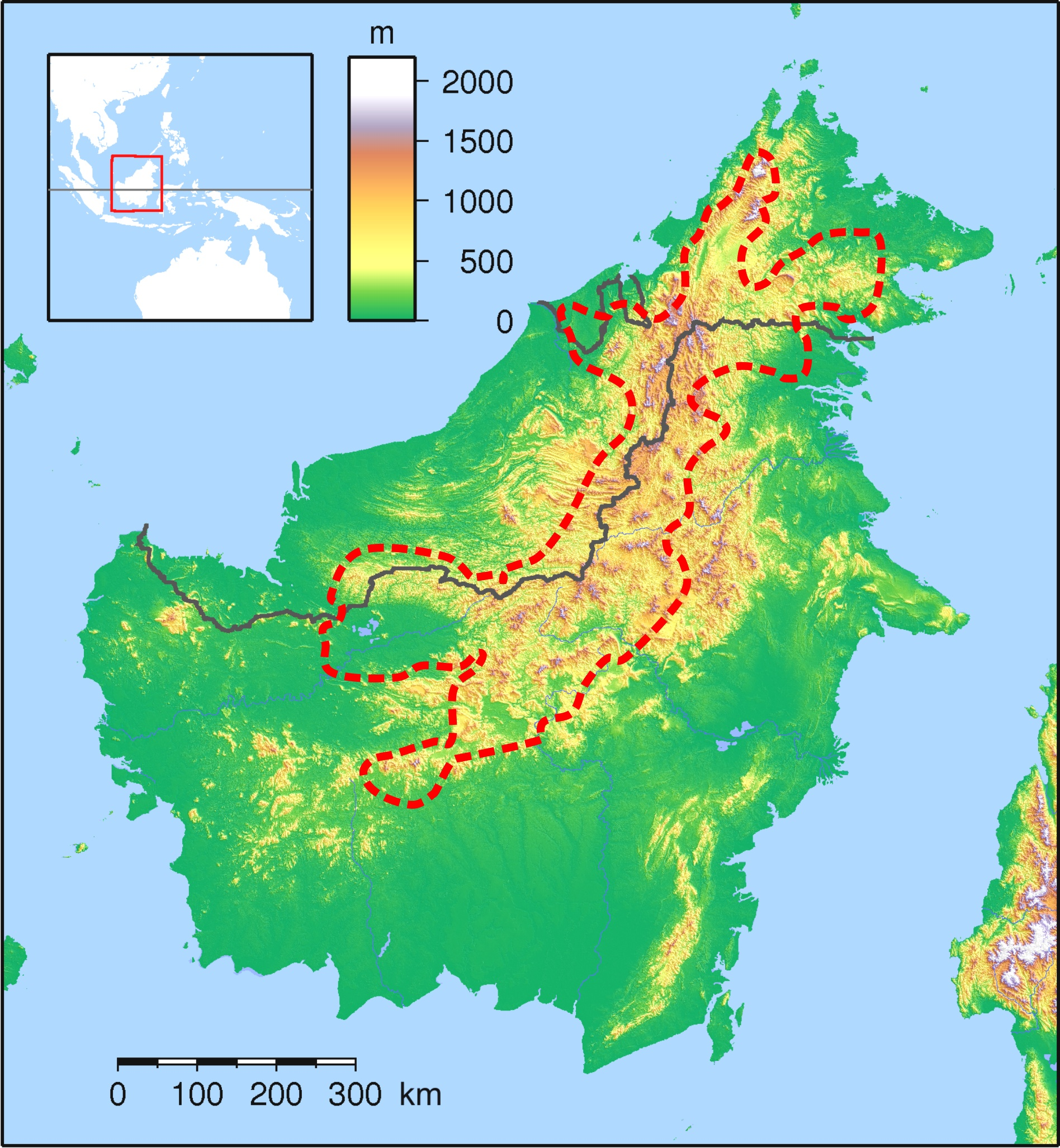
خريطة لمنطقة قلب بورنيو المقترحة.

قلب بورنيو هي اتفاقية حماية بدأها الصندوق العالمي للطبيعة لحماية منطقة غابات مساحتها 220 ألف كيلومتر مربع في جزيرة بورنيو والمعروفة بآخر غابة مطيرة في آسيا. تم التوقيع على الاتفاقية من قبل حكومات بروناي وإندونيسيا وماليزيا في بالي في 12 فبراير 2007 لدعم المبادرة. توفر المنطقة موئلاً لـ 10 أنواع مستوطنة من الرئيسيات وأكثر من 350 طائرًا و150 زواحف وبرمائيات و10000 من النباتات. من عام 2007 إلى عام 2010 تم تسجيل 123 نوعًا جديدًا في المنطقة. وجد تقرير حالة لعام 2012 أن الغابات المطيرة المنخفضة في المنطقة تتدهور وتهدد. كان وحيد القرن من أصل بورن الحيوانات الأكثر تعرضًا للتهديد مع بقاء ما يقدر بنحو 25 فردًا. اعتبارًا من عام 2015 انقرض من البرية عدد من الأنواع مع بقاء 3 أنواع فقط في الأسر في صباح.

## مناطق محمية
تشمل منطقة قلب بورنيو المقترحة عددًا من المناطق الخاضعة للحماية بالفعل، مثل: حديقة باتانج آي الوطنية، محمية لانجاك إنتيماو للحياة البرية، حديقة جونونج مولو الوطنية، حديقة كروكر رانج الوطنية، حديقة كينابالو الوطنية في ماليزيا، حديقة كيان منتارانج الوطنية، منتزه بيتونج كيريهون الوطني، منتزه بوكيت باكا بوكيت رايا الوطني، منتزه داناو سنتاروم الوطني في إندونيسيا، وحديقة أولو تيمبورونغ الوطنية في بروناي.